# Doe Maar
Doe Maar was een Nederlandse popgroep, die invloeden uit onder andere ska, punk en reggae combineerde tot een eigen nederpop-geluid. De band bestond oorspronkelijk van 1978 tot 1984. Doe Maar had in die jaren vooral succes bij overwegend jeugdige fans, vooral jonge tienermeisjes. Vanaf een eerste reünie in 2000 (met nieuw album) kwam Doe Maar zo nu en dan bijeen voor concertreeksen.
Na het matig ontvangen debuut Doe Maar (uit 1979, nog zonder Henny Vrienten) haalden alle vier reguliere studioalbums de nummer 1-positie in de Nederlandse albumlijsten. In de loop der jaren haalden daarnaast acht verschillende verzamelalbums, drie livealbums en een studioalbum met nieuwe versies de hitlijsten, waarvan het livealbum met groot orkest Symphonica in Rosso (2012) ook weer op 1 kwam. Hiermee is Doe Maar een van de succesvolste Nederlandstalige groepen.

## Geschiedenis

### De eerste jaren

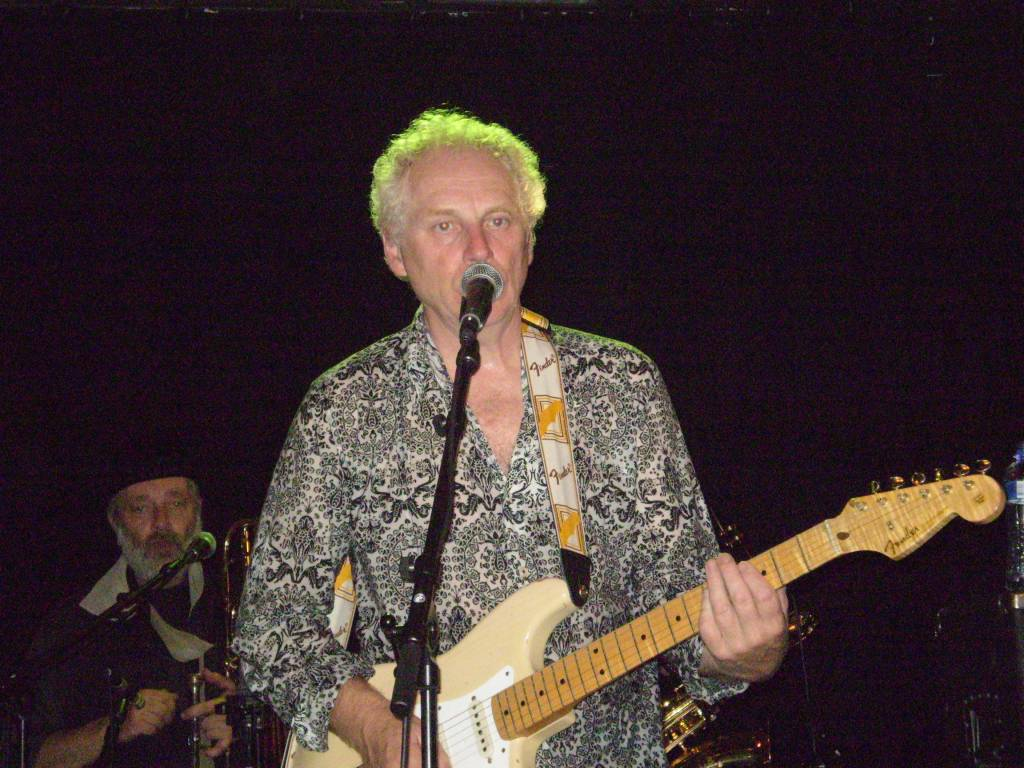
Jan Hendriks in 2008

Doe Maar werd opgericht door toetsenist-zanger Ernst Jansz (o.a. CCC Inc.) met bassist-zanger Piet Dekker, nadat ze samen eerder samenspeelden in de begeleidingsband van Boudewijn de Groot (1975-1976), de Slumberlandband (1975) en The Rumbones (1977). Dekker vroeg aan Jan Hendriks of hij een drummer en een gitarist voor de nieuwe band wist. Hendriks stelde drummer Carel Copier voor en wilde zelf wel gitaar spelen.
Op 8 mei 1978 ontmoetten zij elkaar op de zolder van de boerderij van Gé van den Donk (later geluidsman van de band). Toen de band een naam probeerde te vinden in de songtitels in hun repertoire werd Copier zeer enthousiast over het idee om de titel Doe Maar als band-naam te kiezen, waar de andere leden mee akkoord gingen.
Jansz kreeg de aanbieding om de Fools Band (ofwel Foels Bent) – de huisband van het Festival of Fools – samen te stellen voor de editie van het theaterfestival in 1978. Voor deze gelegenheid werd de band van eind mei tot en met juni 1978 aangevuld met de clowns Mart de Corte en Jan Bogaerts (later bekend geworden als fotograaf), zanger Wim van Oevelen (later toermanager van de groep) en zangeressen Anouk Strijbosch en Truus de Groot (later Nasmaak/Nasmak).
Najaar 1978 nam de band een eerste demo op in de verbouwde varkensstal van de Boerderij te Neerkant.
In april 1979 droeg Doe Maar het nummer Blozen bij aan de elpee Uitholling overdwars, waarmee de Stichting Popmuziek Nederland twaalf Nederlandstalige bands introduceerde – waaronder ook Toontje Lager, Nasmaak, Ivy Green, Noodweer en Braak.
Doe Maars technicus Peter Vincent werkte voor Telstar – het platenlabel van schlagerkoning Johnny Hoes – en wilde Doe Maar graag bij Telstar hebben. Mede door het eerdere succes van Normaal zag het label mogelijkheden en contracteerde de band. Eind 1979 werden de eerste elpee Doe Maar en de eerste single Anita uitgebracht, maar er was weinig belangstelling voor. De tweede single Ik zou het willen doen werd gepromoot met een optreden in het televisieprogramma Op volle toeren en haalde in februari 1980 de tipparade, maar flopte ook.

### Henny Vrienten
Na problemen in de samenwerking tussen Ernst Jansz en Piet Dekker, besloot de groep ermee op te houden. Om de laatste contractuele verplichtingen af te ronden, zocht de groep nog naar een basspeler. Jansz benaderde professioneel bassist, gitarist en componist Henny Vrienten, met wie hij al enkele malen had samengespeeld, onder andere in 1975 op het album Waar ik woon en wie ik ben van Boudewijn de Groot en in 1976 in de begeleidingsband van De Groot tijdens een tournee. Daarna vormden Jansz en Vrienten (toen nog op gitaar) in 1977 de reggaeband The Rumbones met onder anderen bassist Piet Dekker, drummer Johnny Lodewijks (ex-CCC Inc. en Slumberlandband, bekend als kunstschilder John Lodi) en Joost Belinfante (o.a. gitaar). Op het album Van een afstand uit 1980 van Boudewijn de Groot speelden onder anderen Vrienten, Jansz, Hendriks en Copier mee.
Aanvankelijk weigerde Vrienten mee te doen in Doe Maar, omdat dit niet een onderdeel van een geslaagde carrière leek. Later ging hij overstag, omdat Doe Maar een groep leek waar plezier een belangrijke rol speelde. Met hem en Jansz beschikte de band plotseling over twee liedschrijvers die elkaars werk op een positieve manier beïnvloedden. De band besloot de feestnummers uit het repertoire te halen en alleen nog maar ska en reggae te spelen. Vrienten leverde meteen drie nummers voor het nieuwe album, waar de groep op dat moment al mee bezig was.

### Doorbraak
De platenmaatschappij was niet onder de indruk van de kwaliteitsinjectie en stelde het op de markt brengen van het album Skunk uit tot na het decemberseizoen en tot na carnaval, omdat de maatschappij vond dat het aanbod van de groep niet zou blijven staan tussen het werk van gevestigde namen. De platenmaatschappij begon echter wel al met reclame te maken voor het album en promo's werden naar de radiozenders gestuurd. Vanwege een fout waren de radio-dj's niet op de hoogte van het feit dat de plaat nog niet te koop was. Ze speelden de single en het album werd uitgeroepen tot dag-lp.
Luisteraars raakten meteen gecharmeerd van het nummer, 32 jaar, hoewel men moeite had de oorspronkelijke titel, Sinds 1 dag of 2, te onthouden tot dj Frits Spits het liedje de huidige titel gaf.
De definitieve doorbraak volgde in 1982 met de single Doris Day en het melancholieke reggae-album Doris Day en andere Stukken. Van dit album mixte Henny Vrienten een dubversie (Doe de dub discodubversie) en 12" versies van Is dit alles en Situatie.
In mei 1982 ontving Doe Maar de Zilveren Harp, een aanmoedigingsprijs van Stichting Conamus. Ook deden Jansz, Hendriks, van Collem en Belinfante 10 optredens met Bram Vermeulen onder de naam De Gevestigde Orde. Op 31 mei 1982 was Doe Maar de openingsact op Pinkpop, waar ze een jaar later op 23 mei 1983 ook stonden. Op 8 oktober gaf de groep een televisieoptreden tijdens Veronica's Popnacht samen met Normaal, Golden Earring en Vitesse.

### Nederlandse topgroep
Toen in november 1982 de single De bom werd uitgebracht (vijf weken op nummer 1: van 4 december 1982 tot 8 januari 1983) was Doe Maar inmiddels uitgegroeid tot een topgroep met alle media-aandacht en merchandising die daarbij hoort. Er ontstonden hysterische toestanden rondom de groep. De gezichten van de groepsleden waren niet van de bladencovers af te slaan, de merchandise was niet aan te slepen en ook het oudere werk van de groep ging als warme broodjes over de toonbank. Doe Maar werd de populairste groep die de nederpop ooit gekend heeft.
In België was de band minder bekend, totdat Doe Maar daar in januari 1983 drie optredens gaf. In Nederland haalde het album Skunk in januari 1983 de nummer 1-positie in de albumlijsten, bijna twee jaar na de release. Het album 4us (spreek uit: virus) verscheen in maart 1983 op lp, MC en als eerste Nederlandstalige plaat ook op cd. Het album was al in de voorverkoop platina en haalde de nummer 1-positie, evenals de single Pa, die als eerste single ooit op nummer 1 binnenkwam in de Nationale Hitparade. In deze periode verschenen de bandleden, met name Jansz en Vrienten, voortdurend in de (roddel)pers, vandaar dat men op 30 maart een publiciteitsstop afkondigde.
Op 16 en 17 mei 1983 droeg Doe Maar bij aan een benefietproject ten bate van Amnesty International, getiteld Een Gebaar. Op deze twee gala-avonden in Carré Amsterdam was Doe Maar in drie nummers de begeleidingsband van Adèle Bloemendaal, Freek de Jonge en Van Kooten en De Bie. Henny Vrienten begeleidde ook op deze avonden André Hazes op gitaar. Een week later was Doe Maar de hoofdact op Pinkpop. Dit optreden in Geleen had hun hoogtepunt moeten worden, maar dat werd het niet. Tijdens het een uur durende afsluitende optreden werd de band bekogeld en kreeg Henny Vrienten een appel hard op zijn kaak. Tijdens het laatste nummer werd Doe Maar onder andere bijgestaan door de Golden Earring-leden George Kooymans en Cesar Zuiderwijk.
Optredens in Loosbroek, Goes, Assen, Tiel en Joure (juni 1983) werden opgenomen voor het live-dubbelalbum Lijf aan lijf. Nadat dit album in september was gemixt, werkte Vrienten in oktober en november 1983 aan zijn soloalbum Geen ballade.

### Einde

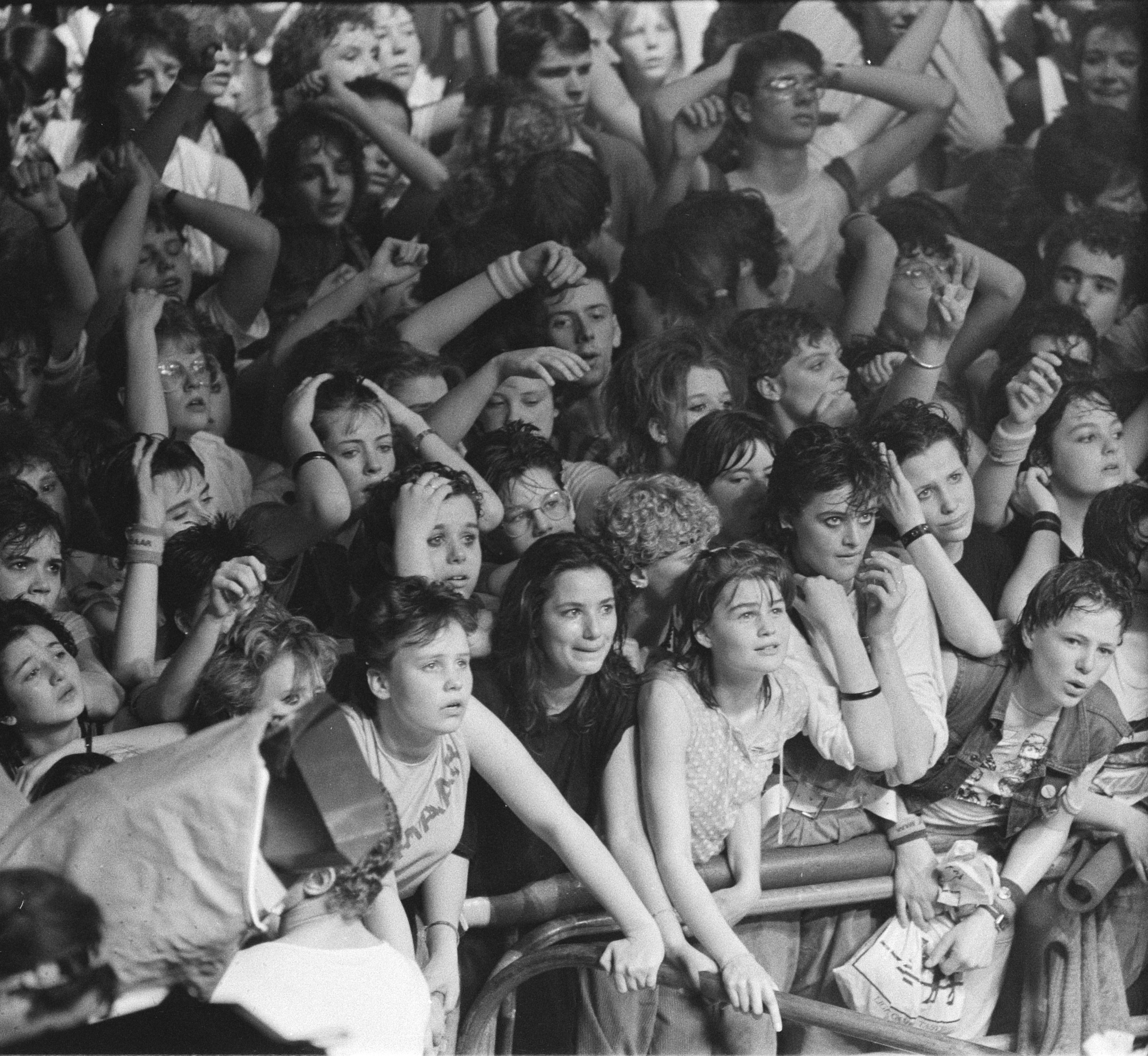
Hoog opgelopen emoties bij fans tijdens het afscheidsconcert, 14 april 1984

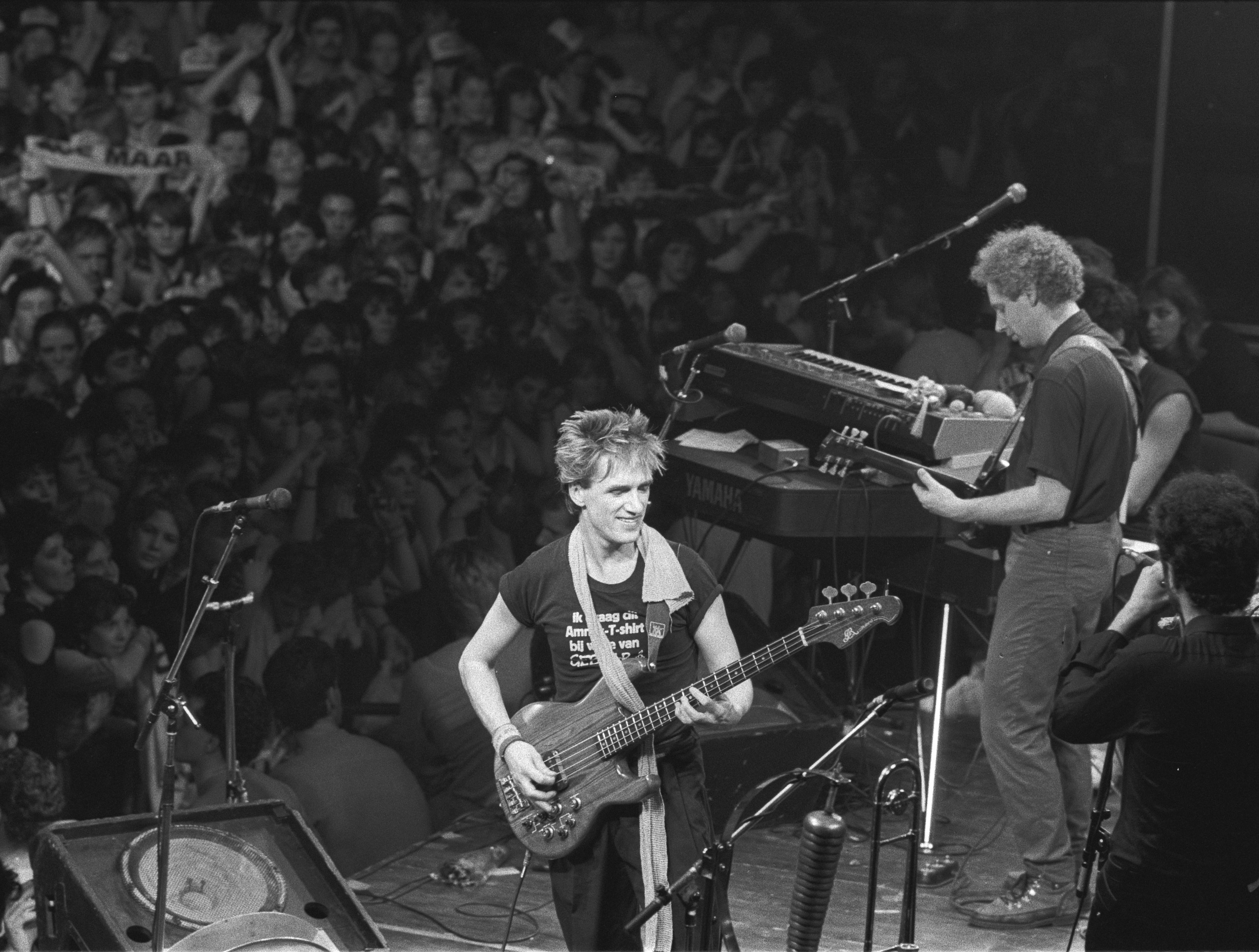
Afscheidsconcert Doe Maar, Den Bosch, 14 april 1984

De band had grote moeite om met het succes om te gaan en voelde een steeds grotere afstand tot hun steeds jongere publiek, dat vaak te uitzinnig op hen reageerde. Er bestond angst dat het eens echt mis zou gaan in de drukte in de zalen waar regelmatig meisjes flauwvielen. Terwijl leeftijdgenoten en de pers de creatieve prestaties nauwelijks serieus namen, voelde het met name voor Vrienten niet goed als jonge kinderen zijn tekst van Je loopt je lul achterna voluit meezongen.
De nieuwe nummers voor de vijfde studioplaat bleken voornamelijk zwaarmoedig van aard, waardoor de opnames minder prettig werden. Daarnaast waren er wat onderhuidse spanningen. Zo had Vrienten al vaker voorgesteld om het auteurschap en de royalty's eerlijk onder de groep te verdelen omdat hij vond dat iedereen bijdroeg aan het eindresultaat, maar Jansz vond zijn eigen liedjes meer een uiting van zijn identiteit en ging niet akkoord. Om zijn visie te demonstreren besloot Vrienten geen ideeën meer in te brengen voor de nummers van Jansz, ondanks dat hij meende dat Grote broer met zijn inbreng een nieuwe grote hit kon worden. Jansz had de indruk dat Vrienten zijn beste werk achterhield voor zijn komende solo-plaat. Toen Vrienten in de studio opperde dat ze ook gewoon konden stoppen, bleek iedereen dat plots als heel positieve mogelijkheid te zien en vooral opgelucht toen de knoop werd doorgehakt. Macho was al uitgebracht als single, toen op 20 februari 1984 besloten werd dat Doe Maar ermee zou stoppen. De Telegraaf meldde het nieuws als eerste op woensdag 22 februari. Het uit elkaar gaan van de groep in 1984 haalde zelfs het NOS-televisiejournaal van acht uur 's avonds.
Op 14 april 1984 werden er twee afscheidsconcerten gegeven in de Maaspoort in 's-Hertogenbosch. Het middagconcert werd rechtstreeks door de KRO op de televisie uitgezonden, wat in die tijd zeer uitzonderlijk was. Het verzamelalbum 5 Jaar Doe Maar - Het complete overzicht, met daarop twee niet eerder op een elpee uitgebrachte nummers (Wat ze doet (Vrienten) en Dans met mij (Jansz)), hield nog even de herinnering levend.
Na het einde in 1984 zijn er diverse reünie-optredens geweest, en meerdere albums uitgebracht. Daarnaast hebben Doe Maar-leden collectief en afzonderlijk meegewerkt aan verschillende projecten.

### Reünie 2000 enKlaar
Op 1 november 1999, kondigde Doe Maar een eenmalige reünie aan. Dit resulteerde in 2000 in een album, Klaar, zestien optredens in Ahoy Rotterdam en één optreden in het sportpaleis in Antwerpen. Het album Klaar kwam op 22 april vanuit het niets op de eerste plaats binnen van de album top 100 en ging vijf weken aan kop. De optredens werden bezocht door ruim 175.000 mensen en daarmee was Doe Maar in Nederland de meest succesvolle band van 2000. Van de optredens verscheen een cd en een dvd, beiden getiteld Hees van Ahoy.

### Doe Maar! - De musical
Eind oktober 2005 verschenen er berichten in de media dat Doe Maar in onderhandeling was met V&V Entertainment over een mogelijke theaterproductie rondom de band en hun liedjes. De musical Doe Maar! was qua opzet gelijk aan de ABBA-musical, in zoverre, dat de liedjes centraal staan en niet de bandleden. De bandleden werken echter wel nauw samen met de producers achter de schermen. Doe Maar! De popmusical ging op 28 januari 2007 in Tilburg in première. De musical won vijf van de veertien prijzen bij de John Kraaijkamp Musical Awards op 21 mei 2007, waaronder de publieksprijs. Pieter van de Waterbeemd (co-auteur van onder meer Pleidooi) bedacht het concept en schreef de verbindende dialogen.

### Reünie 2008

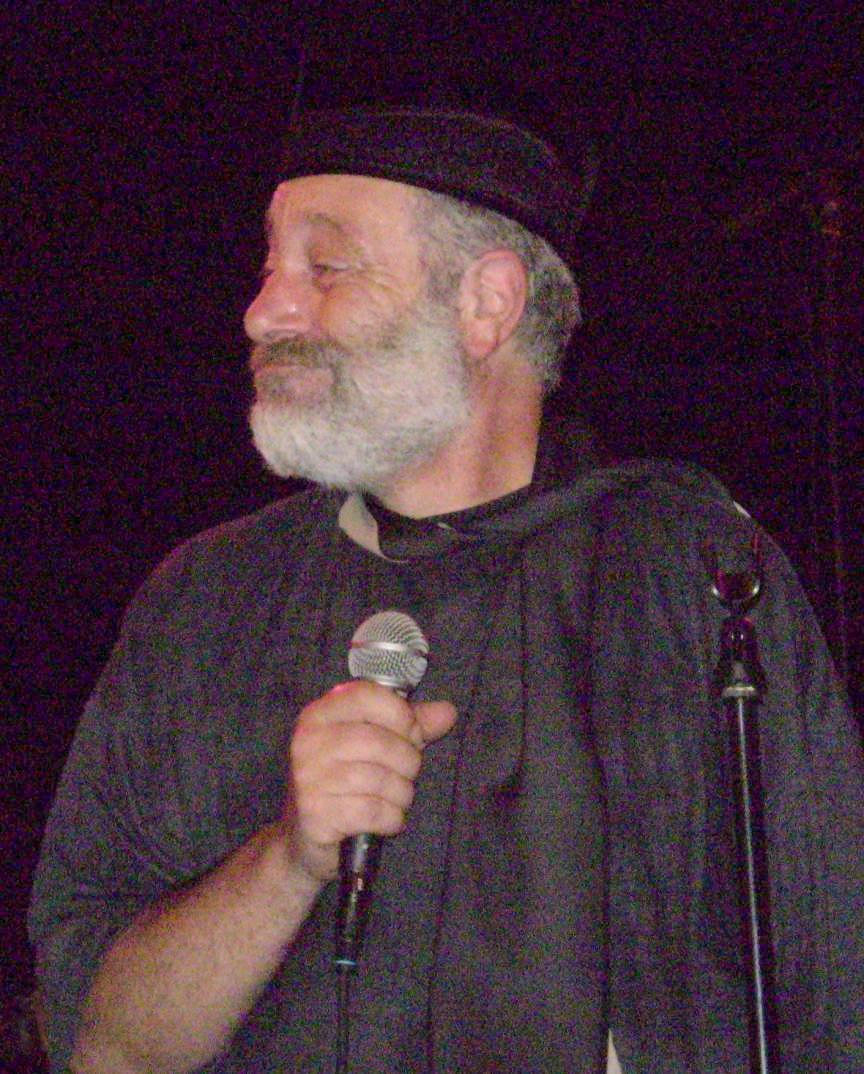
Joost Belinfante in 2008

Op 27 november 2007 werd bekend dat Doe Maar op 12 juli 2008 een concert zou geven in De Kuip in Rotterdam. Het concert werd georganiseerd door One & Only Productions, het bedrijf dat het initiatief tot deze reünie nam. Het concert bleek binnen een uur uitverkocht, waarop werd besloten een extra concert in De Kuip te organiseren op 10 juli 2008.
Op 6 mei 2008 werden nog vier optredens aangekondigd voor eind juni en 1 juli 2008, in de vorm van try-out shows, in Delft, Deventer, Tilburg en Amsterdam. Twee van deze vier optredens (Delft en Deventer) waren binnen twee minuten uitverkocht. Naast de concerten in Nederland speelde Doe Maar op 13 juli 2008 op Werchter Boutique in België.

### 2011 en verder
In juni 2011 was Doe Maar de verrassingsact bij Guus Meeuwis' concertreeks Groots met een Zachte G in Eindhoven.
In november 2011 werd aangekondigd dat Doe Maar in 2012 de concerten voor Symphonica in Rosso in het GelreDome in Arnhem voor haar rekening ging nemen.
Henny Vrienten vertelde in mei 2012 in het televisieprogramma De Wereld Draait Door dat Doe Maar in samenwerking met het platenlabel Top Notch aan een nieuw studioalbum werkte, met enkele rappers die door Top Notch worden vertegenwoordigd zoals Gers Pardoel, Sef, Fresku en Kempi. Uiteindelijk werd het geen volwaardig nieuw album, maar een combinatie van twee ep's: Limmen Tapes bevatte zeven nieuwe versies van oude nummers en op Versies coverden artiesten van Top Notch bekende nummers van Doe Maar, waarbij de band zelf meespeelde op zes van de negen liedjes. Het nummer Alles gaat voorbij van Doe Maar met Postmen en Kraantje Pappie kwam in augustus 2012 op single uit en haalde positie 34 in De Nederlandse Top 40. Liever dan lief met Gers Pardoel haalde vervolgens de top 10 in de hitlijsten.
Na een eerdere poging in 2000 om de band de Edison Oeuvreprijs toe te kennen (die de band destijds weigerde omdat ze niet wensten te voldoen aan de eis om te komen optreden) kreeg Doe Maar de prijs alsnog overhandigd in 2012, voorafgaand aan een exclusief concert voor Warchild.
Door de concertreeks Symphonica in Rosso en try-outs kreeg de band de smaak zó te pakken, dat Doe Maar begin 2013 de Glad ijs tour deed met optredens in Kerkrade, Utrecht, Enschede, Eindhoven, Groningen, Amsterdam, Tilburg en in het Sportpaleis van Antwerpen. Datzelfde jaar verscheen de televisiedocumentaire Doe Maar: Dit is Alles.
Eind 2015 werden twee nieuwe concerten aangekondigd voor juni 2016, in de Ziggo Dome in Amsterdam. Deze verkochten zo goed, dat er al snel een derde datum bekend werd gemaakt. Volgens Henny Vrienten moeten de concerten niet meer als reünies worden opgevat: "Dit is geen comeback, we spelen gewoon niet zo vaak."
Op 26 april 2016 bracht Doe Maar samen met Kenny B de single 5446 is mijn nummer uit, een door Ernst Jansz vertaalde versie van de reggae-klassieker 54-46 was my number uit 1968 van de Jamaicaanse Reggaeband Toots & The Maytals.
In 2017 deed de band een aantal festivaloptredens, waaronder Concert at Sea, Retropop en Bospop.
Eind 2018 vierde Doe Maar haar 40-jarig jubileum met de clubtournee Er verandert NIX.
In april 2021 kondigde Down The Rabbit Hole aan dat Doe Maar in augustus zou optreden op hetzelfde terrein van Walibi Holland in Biddinghuizen waar A Campingflight to Lowlands Paradise zou worden gehouden. Het festival ging echter niet door vanwege maatregelen rond het coronavirus. Een afscheidstournee, die in najaar 2021 van start zou gaan, werd op 22 september van dat jaar definitief geannuleerd wegens ziekte van Vrienten.
Op 25 april 2022 overleed Henny Vrienten op 73-jarige leeftijd in Diepenheim.
Oud-drummer Carel Copier overleed op 31 mei 2024. De muzikant woonde in Oeffelt en werd 72 jaar. Hij was al enige tijd ernstig ziek.

## Samenstelling

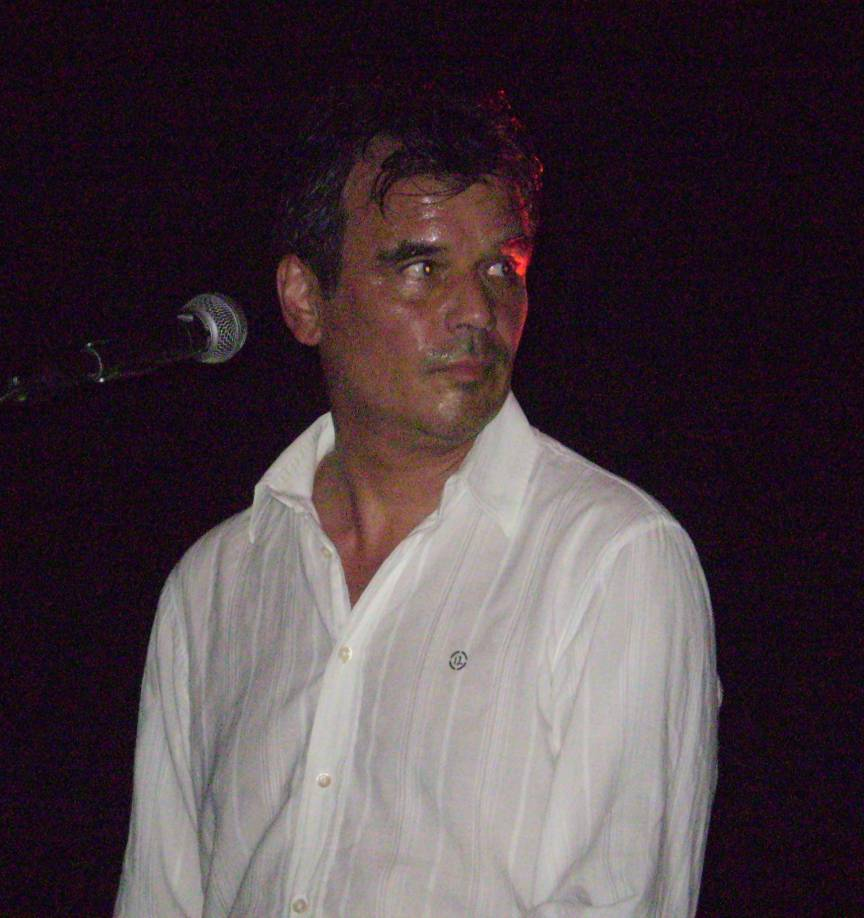
Ernst Jansz in 2008

De eerste bezetting vanaf juni 1978 was Ernst Jansz, zang en toetsen; Jan Hendriks, gitaar; Carel Copier, slagwerk en Piet Dekker, zang en basgitaar. Joost Belinfante (ex-CCC Inc. en Slumberlandband) speelde tijdelijk basgitaar tussen februari en augustus 1980. Nadat hij vervangen werd door Henny Vrienten speelde hij nog als gastmuzikant trombone en percussie.
Bij de opnames van het album Doris Day en andere Stukken (november/december 1981) was Carel Copier vervangen door René van Collem, ex-Stock en zoon van filmrecensent Simon van Collem. In mei 1982 werd hij uit de band gezet, ten gunste van Jan Pijnenburg (ex-Sweet d'Buster, Fontessa, Lucifer, Long Tall Ernie and the Shakers en Hollander). Deze kreeg echter kort na zijn eerste optreden een auto-ongeluk en kon tot januari 1983 niet drummen, waarna Van Collem teruggevraagd werd. De bezetting Vrienten-Jansz-Hendriks-Pijnenburg bleef vanaf 1983 gehandhaafd tot en met het afscheidsconcert op 14 april 1984 en opnieuw bij de reünies van 2000 en 2008. Dit is in feite ook de bekendste samenstelling, hoewel Pijnenburg alleen op de live-platen uit de jaren tachtig meespeelde en op het reüniealbum Klaar uit 2000. Bij de Symphonica in Rosso-concerten in oktober 2012 in het Gelredome en de ‘Glad ijs tour’ van begin 2013 keerde Van Collem terug als drummer.

## Leden

### Laatste samenstelling
- Ernst Jansz - zang, keyboard (1978-1984, 2000, 2008, 2011-2013, 2016-2018, 2021)
- Jan Hendriks - gitaar, achtergrondzang (1978-1984, 2000, 2008, 2011-2013, 2016-2018, 2021)
- Henny Vrienten - zang, basgitaar (1980-1984, 2000, 2008, 2011-2013, 2016-2018, 2021; overleden in 2022)
- René van Collem - drums (1981-1982, 2011-2013, 2016-2018, 2021; invaller in 1982)

### Voormalige leden
- Piet Dekker - zang, basgitaar (1978-1980)
- Carel Copier - zang, drums (1978-1981; overleden in 2024)
- Jan Pijnenburg - drums (1982-1984, 2000, 2008)

## Discografie

### Albums
| Album met eventuele hitnotering(en) in de Nederlandse Album Top 100 | Datum van verschijnen | Datum van binnenkomst | Hoogste positie | Aantal weken | Opmerkingen                              |
| ------------------------------------------------------------------- | --------------------- | --------------------- | --------------- | ------------ | ---------------------------------------- |
| Doe Maar                                                            | 1979                  | -                     | -               | -            |                                          |
| Skunk                                                               | 1981                  | 11 juli 1981          | 1 (3wk)         | 58           |                                          |
| Doris Day en andere stukken                                         | 1982                  | 27 maart 1982         | 2               | 61           |                                          |
| Doe de dub – Discodubversie                                         | 1982                  | -                     | -               | -            |                                          |
| 4us                                                                 | 16 maart 1983         | 26 maart 1983         | 1 (5wk)         | 25           |                                          |
| Lijf aan lijf                                                       | 1983                  | 12 november 1983      | 8               | 11           | Livealbum                                |
| 5 Jaar – Het complete overzicht                                     | 1984                  | 5 mei 1984            | 20              | 3            | Verzamelalbum / Nr. 5 in de TV LP Top 15 |
| De beste van Doe Maar                                               | 1988                  | 11 juni 1988          | 66              | 3            | Verzamelalbum / Nr. 36 in de CD Top 40   |
| De beste                                                            | 1991                  | 1 juni 1991           | 3               | 51           | Verzamelalbum                            |
| Het complete hitoverzicht                                           | 1994                  | 29 oktober 1994       | 53              | 8            | Verzamelalbum                            |
| Het afscheidsconcert – Live in de Maaspoort 's Hertogenbosch        | 1995                  | -                     | -               | -            | Livealbum / Opgenomen 14 april 1984      |
| Het allerbeste van Doe Maar                                         | 1999                  | 13 november 1999      | 53              | 3            | Verzamelalbum                            |
| Alles                                                               | 1999                  | 4 december 1999       | 5               | 38           | Verzamelalbum                            |
| Klaar                                                               | 2000                  | 22 april 2000         | 1 (5wk)         | 23           |                                          |
| Hees van Ahoy                                                       | 2000                  | 18 november 2000      | 10              | 9            | Livealbum                                |
| Hollands glorie                                                     | 2004                  | -                     | -               | -            | Verzamelalbum                            |
| Écht alles                                                          | 2 februari 2007       | 10 februari 2007      | 12              | 24           | Verzamelalbum                            |
| De singles                                                          | 2008                  | 28 juni 2008          | 9               | 14           | Verzamelalbum                            |
| De doos van Doe Maar                                                | 14 september 2012     | 22 september 2012     | 25              | 6            | Verzamelbox                              |
| Versies / Limmen tapes                                              | 14 september 2012     | 22 september 2012     | 9               | 13           | met verschillende artiesten              |
| Symphonica in Rosso                                                 | 29 november 2012      | 8 december 2012       | 1 (1wk)         | 19           | Livealbum                                |

De plaat Doe de dub is een remixversie van Doris Day en andere stukken. Vrienten maakte de plaat volgens het ‘dub’-principe, een remixtraditie die stamt uit Jamaica. Daar werden met grote bandrecorders bekende reggaehits bewerkt en voorzien van allerhande effecten waarbij echo en galm de populairste waren. Meestal werden daarbij veel zangpartijen weggelaten. Het instrumentale resultaat werd op Jamaica veelal op B-kantjes van singles uitgebracht. Ook Doe Maar werkte volgens dit principe maar bracht de dubs ook uit op elpee. Ondanks het feit dat ‘Doe de dub’ in beperkte oplage verscheen, is het een van de eerste dubplaten in Nederland en in elk geval de bekendste.

### Overige albums
| Album met eventuele hitnotering(en) in de Nederlandse Album Top 100 | Datum van verschijnen | Datum van binnenkomst | Hoogste positie | Aantal weken | Opmerkingen |
| ------------------------------------------------------------------- | --------------------- | --------------------- | --------------- | ------------ | --- |
| Uitholling overdwars                                                | 1979                  | -                     | -               | -            | Diverse artiesten |
| De gevestigde orde                                                  | 1982                  | -                     | -               | -            | Diverse artiesten |
| Een gebaar                                                          | 1983                  | -                     | -               | -            | Diverse artiesten voor Amnesty International |
| Trillend op m'n benen – Doe Maar door anderen                       | 2000                  | 29 januari 2000       | 33              | 6            | Doe Maar tributealbum met bijdragen van: BLØF, Postmen feat. Def Rhymz, Rowwen Hèze, Skik, Trijntje Oosterhuis, Caesar, Prodigal Sons, Grof Geschut, Daryll-Ann, Abel, Heideroosjes, Marcel de Groot, Bob Fosko, Osdorp Posse                       |
| Doe Maar! De popmusical                                             | 2007                  | 3 maart 2007          | 26              | 12           | Met als ondertitel Met de hits van Henny Vrienten en Ernst Jansz, bevat deze cd liedjes uit de musical gezongen door: Daniël Boissevain, Kim-Lian van der Meij, Lenette van Dongen, Jan Rot, Annick Boer, Jan Elbertse, Dorien Haan & Bart Rijnink. |

| Album met hitnotering(en) in de Vlaamse Ultratop 200 albums | Datum van verschijnen | Datum van binnenkomst | Hoogste positie | Aantal weken | Opmerkingen                 |
| ----------------------------------------------------------- | --------------------- | --------------------- | --------------- | ------------ | --------------------------- |
| Klaar                                                       | 2000                  | 29 april 2000         | 6               | 7            |                             |
| Alles                                                       | 1999                  | 13 mei 2000           | 14              | 9            | Verzamelalbum               |
| Écht alles                                                  | 2007                  | 3 maart 2007          | 96              | 1            | Verzamelalbum               |
| De singles                                                  | 2008                  | 16 augustus 2008      | 84              | 1            | Verzamelalbum               |
| Versies / Limmen tapes                                      | 2012                  | 29 september 2012     | 122             | 3            | met verschillende artiesten |
| Symphonica in Rosso                                         | 2012                  | 8 december 2012       | 153             | 4            |                             |

### Singles
| Single met eventuele hitnotering(en) in de Nederlandse Top 40 | Datum van verschijnen | Datum van binnenkomst | Hoogste positie | Aantal weken | Opmerkingen                                                                 |
| ------------------------------------------------------------- | --------------------- | --------------------- | --------------- | ------------ | --------------------------------------------------------------------------- |
| Ik zou het willen doen                                        | 1979                  | 1980                  | tip11           | -            |                                                                             |
| Sinds 1 dag of 2 (32 jaar)                                    | 1981                  | 1981                  | 13              | 13           | Nr. 21 in de Single Top 100                                                 |
| Smoorverliefd                                                 | 1981                  | -                     | -               | -            |                                                                             |
| Doris Day                                                     | 1982                  | 1982                  | 9               | 9            | Nr. 9 in de Single Top 100                                                  |
| Is dit alles                                                  | 1982                  | 1982                  | 9               | 8            | Nr. 7 in de Single Top 100                                                  |
| De bom                                                        | 1982                  | 1982                  | 1 (5wk)         | 13           | Nr. 1 in de Single Top 100                                                  |
| Pa                                                            | 1983                  | 1983                  | 1 (2wk)         | 9            | Nr. 1 in de Single Top 100 / Alarmschijf                                    |
| 1 nacht alleen                                                | 1983                  | 1983                  | 11              | 6            | Nr. 6 in de Single Top 100                                                  |
| Macho                                                         | 1984                  | 1984                  | 12              | 6            | Nr. 5 in de Single Top 100 / Alarmschijf                                    |
| Als niet als                                                  | 2000                  | 2000                  | 31              | 2            | met Brainpower & Def P. / Nr. 19 in de Single Top 100                       |
| Watje                                                         | 2000                  | 2000                  | 9               | 8            | Nr. 9 in de Single Top 100                                                  |
| Bij elkaar                                                    | 2000                  | -                     | -               | -            | Nr. 73 in de Single Top 100                                                 |
| Pa (Live in Ahoy)                                             | 2000                  | -                     | -               | -            | Nr. 94 in de Single Top 100                                                 |
| Alles gaat voorbij                                            | 2012                  | 2012                  | 34              | 1            | met Kraantje Pappie & Postmen / Nr. 21 in de Single Top 100                 |
| Liever dan lief                                               | 2012                  | 2012                  | 7               | 17           | met Gers Pardoel / Soundtrack Alles is Familie / Nr. 5 in de Single Top 100 |
| 5446 is mijn nummer                                           | 2016                  | -                     | -               | -            | met Kenny B                                                                 |

| Single met hitnotering(en) in de Vlaamse Ultratop 50 | Datum van verschijnen | Datum van binnenkomst | Hoogste positie | Aantal weken | Opmerkingen                |
| ---------------------------------------------------- | --------------------- | --------------------- | --------------- | ------------ | -------------------------- |
| Sinds 1 dag of 2 (32 jaar)                           | 1982                  | 6 juni 1981           | 40              | 1            |                            |
| De bom                                               | 1982                  | 11 december 1982      | 5               | 13           | Nr. 7 in de Radio 2 Top 30 |
| Pa                                                   | 1983                  | 12 maart 1983         | 9               | 9            | Nr. 8 in de Radio 2 Top 30 |
| 1 nacht alleen                                       | 1983                  | 8 juni 1983           | 28              | 3            |                            |
| Macho                                                | 1984                  | 18 februari 1984      | 27              | 2            |                            |
| 5446 is mijn nummer                                  | 2016                  | 30 april 2016         | -               | -            | Tip:Nr.24 / met Kenny B    |

### NPO Radio 2 Top 2000
| Nummers met noteringen in de NPO Radio 2 Top 2000 | '99  | '00 | '01  | '02  | '03  | '04  | '05  | '06  | '07  | '08  | '09  | '10  | '11  | '12 | '13  | '14  | '15  | '16  | '17  | '18  | '19  | '20  | '21  | '22  | '23  | '24  |
| ------------------------------------------------- | ---- | --- | ---- | ---- | ---- | ---- | ---- | ---- | ---- | ---- | ---- | ---- | ---- | --- | ---- | ---- | ---- | ---- | ---- | ---- | ---- | ---- | ---- | ---- | ---- | ---- |
| 1 Nacht alleen                                    | -    | -   | -    | -    | -    | 1756 | 1551 | 1658 | 1697 | 1794 | -    | 1988 | 1538 | 921 | 1511 | -    | -    | -    | -    | -    | -    | -    | 1948 | 1501 | 1883 | -    |
| Belle Hélène                                      | -    | 294 | 841  | 771  | 889  | 1012 | 1091 | 1176 | 1186 | 1045 | 1165 | 1229 | 1015 | 530 | 795  | 1089 | 939  | 876  | 811  | 926  | 928  | 860  | 710  | 516  | 456  | 640  |
| De bom                                            | 237  | 224 | 687  | 742  | 1070 | 954  | 1108 | 1111 | 1120 | 1002 | 1288 | 1389 | 1001 | 647 | 882  | 1281 | 1045 | 1030 | 968  | 910  | 863  | 896  | 672  | 409  | 477  | 409  |
| Doris Day                                         | 1650 | 783 | -    | -    | -    | -    | -    | -    | -    | -    | -    | -    | -    | -   | -    | -    | -    | -    | -    | -    | -    | -    | -    | -    | -    | -    |
| Is dit alles                                      | 333  | 326 | 977  | 841  | 846  | 847  | 923  | 1018 | 984  | 907  | 1032 | 1033 | 851  | 785 | 897  | 1241 | 1191 | 985  | 1006 | 1045 | 1070 | 1124 | 1061 | 683  | 885  | 912  |
| Nachtzuster                                       | -    | -   | -    | -    | -    | -    | -    | -    | -    | -    | -    | -    | -    | -   | -    | -    | -    | -    | -    | -    | -    | -    | -    | 1898 | -    | 1978 |
| Nederwiet                                         | -    | -   | -    | -    | -    | -    | -    | -    | -    | -    | -    | -    | -    | -   | -    | -    | -    | -    | -    | 1211 | 1216 | 1223 | 1076 | 934  | 1026 | 1380 |
| Pa                                                | 785  | 578 | 1590 | 1236 | 1408 | 1265 | 1459 | 1636 | 1726 | 1499 | 1697 | 1801 | 1547 | 997 | 1254 | 1648 | 1555 | 1686 | 1336 | 1501 | 1614 | 1735 | 1487 | 1071 | 1149 | 1188 |
| Sinds 1 dag of 2 (32 jaar)                        | 105  | 203 | 367  | 366  | 338  | 363  | 424  | 449  | 450  | 395  | 509  | 566  | 439  | 172 | 531  | 678  | 584  | 605  | 626  | 461  | 497  | 473  | 413  | 274  | 328  | 399  |
| Smoorverliefd                                     | -    | -   | 802  | 866  | 995  | 1078 | 1076 | 1307 | 1383 | 1190 | 1383 | 1505 | 1145 | 826 | 1080 | 1367 | 1211 | 1205 | 1092 | 1050 | 1028 | 980  | 709  | 454  | 466  | 457  |
| Tijd genoeg                                       | -    | -   | -    | -    | -    | -    | -    | -    | -    | -    | -    | -    | -    | -   | -    | -    | -    | -    | -    | -    | -    | -    | -    | 1797 | 1938 | 1882 |

1. ↑  Een '-' betekent dat het nummer niet was genoteerd en een vetgedrukt getal geeft de hoogste notering van een nummer aan.

### Dvd's
| Dvd's met hitnoteringen in de DVD Top 30 | Datum van verschijnen' | Datum van binnenkomst | Hoogste positie | Aantal weken | Opmerkingen |
| ---------------------------------------- | ---------------------- | --------------------- | --------------- | ------------ | ----------- |
| Hees van Ahoy                            | 2000                   | 9 december 2000       | 2               | 16           |             |
| Symphonica in Rosso                      | 2012                   | 8 december 2012       | 2               | 38           |             |

## Trivia
- Van Kooten en De Bie lieten Doe Maar in 1983 in hun televisieshow optreden. Het duo was verkleed als hun typetjes burgemeester Hans van der Vaart en wethouder Tjolk Hekking van Juinen, en zong samen met de groep een parodie op het nummer Is dit alles?, genaamd Geld is alles. Het refrein was: "geld is alles/leek Juinen financieel maar meer op Dallas!/want zonder geld gaat alles mis."
- Doe Maar heeft voor stadion GelreDome een eigen tegel op de Walk of Fame.
- Het satirische programma Pisa maakte in 1983 een parodie op 32 jaar en gebruikte daarvoor de aankondiging van een van de Countdown-concerten. Harry Vermeegen, vermomd als Henny Vrienten, zong 34 Jaar, terwijl hij op het moment van de opname 33 jaar was.
- De groep Osdorp Posse verwees in haar nummers een aantal maal naar Doe Maar. Op het album Vlijmscherp (1993), tijdens de track Steek 'm op zingt de groep: "dus wordt het saai/draai dan wat Thai/en dan worden we zo high als een Vlaamse papegaai": een verwijzing naar een soortgelijke regel in het Doe Maar-lied Nederwiet. Op datzelfde album imiteert Def P. tijdens de track Het Voorprogramma Henny Vrientens stem en reggae-arrangementen. In het nummer Carrière Maken op hun album Afslag Osdorp (1995) verwijst Def P. naar Henny Vrientens nummer Het is zo fijn er niet bij te horen in de regels: "En zoals onze Henny al liet horen: het is fijn om er niet bij te horen." Het nummer eindigt vervolgens met een vertraagde sample die de regel "Carrière Maken" uit Doe Maars nummer De bom enkele keren herhaalt. Vrienten zong ook een duet met Def P in het nummer Onkwetsbaarheid is Eenzaamheid op het album Geendagsvlieg (1997). Op dezelfde plaat zong Def P. ook het nummer Sleur over dagelijkse sleur: "En als je wil weten wat dan echt het geval is, luister dan nog eens naar Doe Maar met Is dit alles?. Op het album Harde kernramp (2000) zingt Def P.: "Mmmm...Ik heb het wel gezegd/'k heb het wel gezegd/'k heb het wel gezegd", een verwijzing naar het Doe Maar-lied Liever dan lief.
- Ook rapper Def Rhymz verwees naar dit nummer in Ziek middels de tekstregel "Want ik ben zieker dan/zieker dan/zieker dan/zieker dan jij".
- Het Comité Recreatief Druggebruik (CRD) bracht eind 1999, toevallig net na de bekendmaking van de reünie, een cd-single uit van de gelegenheidsformatie Zie Maar met een alternatieve versie van Nederwiet. Onder de titel Pilletje of niet zong de Utrechtse dj Red een tekst van Sacco Koster over veiliger gebruik van ecstasy. "Dit is een lied over een pil, een witte pil. Het gaat over de methyleendioxymethamfetamine. Oftewel...ecstasy." De oorspronkelijke tekstschrijver Joost Belinfante had toestemming verleend voor dit project. Het nummer werd onder andere gedraaid in de Dopeshow van Giel Beelen.
- De mannen van de satirische formatie Jiskefet brachten op de dvd Een zomer met Jiskefet (2003) een persiflage uit van de band Doe Maar met het nummer Op het dak.